# Cheilodactylus zebra
Cheilodactylus zebra är en fiskart som beskrevs av Döderlein, 1883. Cheilodactylus zebra ingår i släktet Cheilodactylus och familjen Cheilodactylidae. Inga underarter finns listade i Catalogue of Life.